# バベル〜The Tower of Babel〜
『バベル〜The Tower of Babel〜』は、日本のテレビドラマ。2002年1月4日から同年3月22日までBSフジにて放映された。

## あらすじ
表向きは存在しない地下13階の特殊医療機関、通称「バベル」を舞台にした近未来SF医療ドラマ。

### キャスト
- 羽村恭一：柏原崇
- 木崎薫：りょう
- 根本孝一：井上純一
- 本間啓介：山田明郷
- ナレーター：田口トモロヲ
- マザー：広末涼子

### ゲスト
- ジェイコブ／エサウ（第1話）：トロイ
- 沢村ミサキ（第2話）：西山繭子
- 沢村ミサキ　男（第2話）：六車勇輝
- 高森進太郎（第3話）：山崎一
- 石岡聡志（第3話）：螢雪次朗
- 真田克巳（第4話）：榊英雄
- 佐野洋一（第4話）：奥村公延
- 二宮響子（第5話）：吉村美紀
- 新井遥香（第5話）：水野裕子
- 榊トーマ（第6～7話）：一條俊
- 大城勇（第6～7話）：浜田晃
- 一ノ瀬和樹（第8話）：松重豊
- 立花大介（第8話）：光石研
- 五十嵐香奈子（第9～12話）：小西真奈美

### スタッフ
- 監督：高橋伸之
- プロデュース：廣瀬雄、森谷雄
- エグゼクティブ・プロデューサー：廣瀬雄、森谷雄、棚橋裕之
- 脚本：岡田俊平
- 撮影：藤石修(J.S.C)
- 美術：清水剛
- 音楽：元倉宏
- 照明：田部谷正俊
- 技術プロデューサー：佐々木宣明
- 録音：小池利幸、神波哲史
- 編集：山本正明
- 衣装：池田有紀
- メイク：清水惇子
- キャスティング：山口正志
- 助監督：斉藤豊
- 制作担当：持田一政
- タイトルバック：尾形竜太
- CG：本田貴雄
- 音響効果：志田博英
- 制作プロダクション：アットムービー・ジャパン
- 製作：ポニーキャニオン、ロボット、レントラック・ジャパン、アットムービー・ジャパン